# اچ‌اچ ۳۴
اچ‌اچ ۳۴ یک ستاره است که در صورت فلکی شکارچی قرار دارد.